# Giro di Lombardia 2000
Il Giro di Lombardia 2000, novantaquattresima edizione della corsa e valida come decima prova della Coppa del mondo 2000, fu disputata il 21 ottobre 2000 su un percorso totale di 258 km. Fu vinto dal lituano Raimondas Rumšas, al traguardo con il tempo di 6h18'36" alla media di 40,887 km/h.
Partenza a Varese con 166 corridori, di cui 54 portarono a termine il percorso.

## Squadre e corridori partecipanti
| N.    | Cod. | Squadra                          |
| ----- | ---- | -------------------------------- |
| 1-8   | PLT  | Team Polti                       |
| 9-16  | A2R  | AG2R Prévoyance                  |
| 17-24 | ALS  | Alessio                          |
| 25-32 | ALA  | Alexia Alluminio                 |
| 33-40 | AMI  | Amica Chips-Tacconi Sport        |
| 41-48 | CTA  | Cantina Tollo-Regain             |
| 49-56 | COF  | Cofidis, le Crédit par Téléphone |
| 57-64 | FAR  | Farm Frites                      |
| 65-72 | FAS  | Fassa Bortolo                    |
| 73-80 | KEL  | Kelme-Costa Blanca               |
| 81-88 | FDJ  | La Française des Jeux            |
| 89-96 | LAM  | Lampre-Daikin                    |

| N.      | Cod. | Squadra                 |
| ------- | ---- | ----------------------- |
| 97-104  | LIQ  | Liquigas-Pata           |
| 105-112 | LOT  | Lotto-Adecco            |
| 113-120 | MAP  | Mapei-Quick Step        |
| 121-128 | MER  | Mercatone Uno-Albacom   |
| 129-136 | MDN  | Mobilvetta-Rossin       |
| 137-144 | PAN  | Panaria-Gaerne          |
| 145-152 | RAB  | Rabobank                |
| 153-160 | SAE  | Saeco-Valli & Valli     |
| 161-168 | CPK  | Team Colpack            |
| 169-176 | TEL  | Team Deutsche Telekom   |
| 177-184 | VIN  | Vini Caldirola-Sidermec |

## Ordine d'arrivo (Top 10)
| Pos. | Corridore            | Squadra        | Tempo    |
| ---- | -------------------- | -------------- | -------- |
| 1    | Raimondas Rumšas     | Fassa Bortolo  | 6h18'36" |
| 2    | Francesco Casagrande | Vini Caldirola | s.t.     |
| 3    | Niklas Axelsson      | Alessio        | a 4"     |
| 4    | Beat Zberg           | Rabobank       | a 7"     |
| 5    | Michele Bartoli      | Mapei          | s.t.     |
| 6    | Davide Rebellin      | Liquigas-Pata  | s.t.     |
| 7    | Wladimir Belli       | Fassa Bortolo  | a 22"    |
| 8    | Massimo Codol        | Lampre-Daikin  | a 2'11"  |
| 9    | Gorazd Štangelj      | Liquigas-Pata  | a 2'57"  |
| 10   | Paolo Bettini        | Mapei          | a 3'35"  |